# 薑酮
姜酮（C11H14O3）又称姜油酮，是一种有机化合物，也是赋予姜辛辣味道的主要成份，呈白色至浅黄色晶体。可溶于乙醚和稀碱，微溶于水和石油醚。

## 食用
姜酮具有麻醉、降温、止吐、杀菌和解毒的能力，其能适度刺激身体，促进血液循环，令胃部和肠脏增加食欲。亦能降低血压，舒缓心血管疾病，预防食物中毒。可用作香料和苛性健胃剂 。